# メッティンゲン (ノルトライン＝ヴェストファーレン州)
メッティンゲン (ドイツ語: Mettingen)は、ドイツ連邦共和国ノルトライン＝ヴェストファーレン州ミュンスター行政管区のシュタインフルト郡に属す町村（以下、本項では便宜上「町」と記述する）である。この町は同州北部のテックレンブルガー・ラントに位置している。1992年から州指定の保養地となっているこの町は、テュエッテン活動の歴史的意義のためテュエッテンドルフとも呼ばれる。

## 地理

### 位置
メッティンゲンは、テックレンブルガー・ラント北部、ニーダーザクセン州との州境に位置している。この町はミュンスター行政管区シュタインフルト郡北東部の、オスナブリュック市とライネ市との間に位置している。ニーダーザクセン州のオスナブリュック市へは約 20 km、ミュンスターラント北部のライネ市へは約 30 km の距離にある。ミッテルラント運河およびメッティンガー・アー川（グローセ・アー川左岸の支流）が町の北部を流れている。

### 地質学
町域南部には、高さ約 176 m のイベンビューレナー山地がある。これは古生代の断層で、「シャフベルク」とも呼ばれる。この町の南部からトイトブルクの森が始まり、東に向かって延びている。

### 自治体の構成
この町は、メッティンゲン中核地区と、アムベルゲン、ベーレンテルク、ブルーフ、ヘーフェリングハウゼン、カテルムート、ラーゲ、ムックホルスト、ニーレンブルク、ノルトハウゼン、シュリッケルデ、ヴィーエ、ヴォルファーの集落からなる。

### 隣接する市町村
メッティンゲンは、西はレッケ、北はニーダーザクセン州のノイエンキルヒェン、東はヴェスターカペルン、南はイベンビューレンと境を接している。

### 土地利用
この町の面積の約 70 % が農業に利用されている。土地利用の詳細を以下の表に示す。
| 土地用途     | 面積 (ha) |
| ------------ | --------- |
| 農業用地     | 2,616     |
| 森林         | 506       |
| 水域         | 48        |
| 湿地         | 8         |
| 交通用地     | 252       |
| 住宅用地     | 545       |
| その他の用途 | 85        |
| 合計         | 4,060     |

### 自然保護区

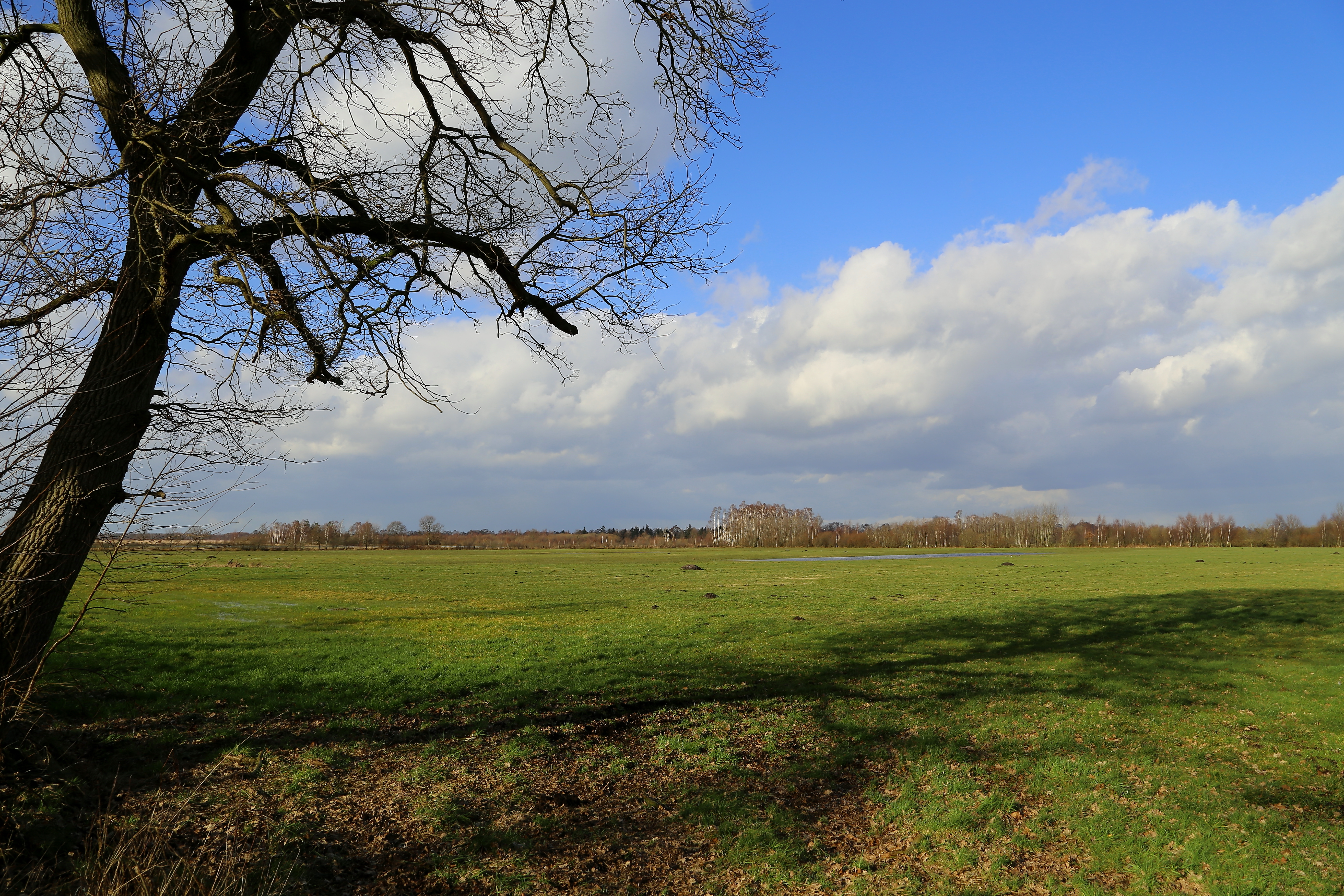
メッティンガー湿原自然保護区

メッティンガー湿原自然保護区は、町域の北部に位置し、面積は 135.67 ha である。レッカー湿原とともに、より大きな高層湿原地域の一部をなす。その主要部分は1987年から自然保護の対象となっている。
ローテ・ブローク自然保護区は、広さ 11.40 ha で、ヴェスターカペルンと接する東の町境付近にあたるローター・バッハ上流域に位置する。小川に囲まれた湿った緑地や湿った森が、1988年から保護対象となっている。
この他の自然保護区としては、デュスターディーカー低地のメッティンゲン町域に含まれる極小部分がある。これは広さ 1,130.60 ha の大きな湿地の最も西の先端部分にあたり、1983年から保護対象となっている。

## 歴史
メッティンゲンという地名は、オスナブリュック司教領の土地目録に、1088年に初めて記録されている。オスナブリュック司教ベノ2世が、臨終の床で、イーブルク修道院の院長ノルベルト・フォン・イーブルクに土地を譲った際のものである。同名の集落に主館を置き、防備を固めた貴族の農場があり、イーブルク修道院に十分の一税を支払わなければならなかった。1196年から15世紀半ばまでメッティンゲン地域に所領を有するメッティンゲン貴族家があったことが証明されている。現在のメッティンゲンの紋章は、1213年からテックレンブルクのミニステリアーレを務めたゲルハルト・フォン・メッティンゲンの印章に由来する。
13世紀から1548年までメッティンゲンはテックレンブルク伯の領主権下にあった。テックレンブルク伯領は、北西はリンゲンから、南東はリーネンにまで至り、ミュンスター司教領およびオスナブリュック司教領に囲まれていた。この領域北部から、後にリンゲン伯領が形成され、隣接するキルヒシュピール・メッティンゲン、イベンビューレン、ブロホターベック、レックを含むオーバーグラーフシャフト（上部伯領）およびリンゲン周辺のニーダーグラーフシャフト（下部伯領）がこれに属した。
世俗の権力者としてテックレンブルク＝シュヴェリーン伯ニコラウス2世は、強力な隣国であるミュンスター司教領やオスナブリュック司教領との「絶え間ない略奪と戦闘」に巻き込まれていた。ミュンスター司教オットー4世とオスナブリュック司教ディートリヒは、共同でこれにあたることを決めた。ニコラウス2世はこの戦いに敗れ、1400年にリンゲン下部伯領の一部をミュンスター司教領に割譲しなければならなかった。
彼の孫にあたるテックレンブルク＝シュヴェリーン伯ニコラウス3世も、「de Quade」すなわち「悪魔伯」と呼ばれるような人生を送った。彼は妻を追放し、2人の息子も遠ざけた。そこで、次男のニコラウス4世フォン・テックレンブルク＝シュヴェリーンは父をテックレンブルク城で捕らえた。これに対して長男のオットー7世フォン・テックレンブルクは弟が相続することを恐れて、城を包囲した。2人の兄弟は1493年にハムで和平協定を結び、伯領を分割した。父のニコラウス3世は解放されたが、リンゲン下部伯領の居館に幽閉された。テックレンブルク伯領とリンゲン上部伯領は息子達が共同で統治した。その後、1496年に息子達は遺産を巡って対立した。その結果、兄のオットー7世がテックレンブルク伯領を、弟のニコラウス4世がリンゲン伯領全域を得た。メッティンゲンはリンゲン上部伯領に属しており、ニコラウス4世の支配下に入った。

1560年のリンゲン伯領

1560年のテックレンブルク伯領

1526年にニコラウス4世とゲルデルン公カレル・ファン・エフモントが同盟した。リンゲン伯領全域はゲルデルン公領に併合され、同時にレーエンとして戻された。この交換によってニコラウス4世は、隣接する両司教領に対する自らの立場を強化した。
オットーの息子コンラート・フォン・テックレンブルク＝シュヴェリーンは、父の死後1534年にテックレンブルク伯領を相続した。叔父のニコラウス4世が子供をもうけずに亡くなったため、彼はリンゲン伯領をも相続し、両伯領は彼の権力下に再び統合された。コンラート・フォン・テックレンブルク＝シュヴェリーンは、早くから改革派の教義を認めており、ヴェストファーレン地域で改革派教会を信奉した最初の領主となった。彼は福音主義の領主とシュマルカルデン同盟を結んでもいる。シュマルカルデン同盟は、カトリックの皇帝カール5世（同時にスペイン王、ブルグント公、ハプスブルク家の遺産相続人でもある）の宗教政策に対抗するために、プロテスタント諸侯および都市がシュマルカルデンで締結した防衛同盟である。カール5世はプロテスタント思想を撃破しようと試み、1546年から1547年のシュマルカルデン戦争で同盟軍を攻撃した。皇帝は1546年にコンラート・フォン・テックレンブルク＝シュヴェリーンに帝国アハト刑を宣告した。1547年、皇帝の命を受けたビューレン伯マクシミリアンの率いる軍がこの地域を占領した。コンラートはリンゲン伯領と 25,000ターラーを支払うことで、帝国アハト刑を解かれた。皇帝は1548年6月29日に、リンゲン伯領を勝利したマクシミリアン伯にレーエンとして与えた。しかしこの新たなレーエンの伯は同年に死亡し、娘のアンナ・フォン・エフモントがこれを継承した。アンナ・フォン・エフモントは1551年にナッサウ＝オラニエ公子ヴィルヘルムと結婚した。皇帝カール5世は、リンゲン伯領を自分に売却することを条件にこの結婚を許した。こうしてリンゲン伯領は12万ゴルトグルデンで皇帝に売却され、1550年5月7日に妹のネーデルラント総督マリア・フォン・ウンガルンにレーエンとして与えられた。
1556年8月23日に皇帝カール5世は長男フェリペ2世にスペイン王位を譲り、弟フェルディナント1世に皇帝位を譲った。ハプスブルクの家領とブルグントおよびリンゲン伯領はフェリペ2世が継承した。これによりメッティンゲンはスペイン領となり、同時にスペイン領ネーデルラントの東の飛び地となった。
このため、リンゲン伯領は、ネーデルラントがスペインからの独立を得るために戦った1568年から1648年の八十年戦争でスペインとネーデルラントの争いの的にもなった。1597年にオラニエ公子マウリッツがユトレヒト同盟のためにリンゲン伯領を占領し、再び改革派に転向させた。1605年、スペインの司令官アンブロジオ・スピノラが占領し返し、伯領は1632年までスペインの掌中にあった。スペイン軍撤退後の1633年、伯領は再びナッサウ＝オラニエ家のものとなった。
1702年にオラニエ家出身のイングランド王ウィリアム3世が死亡し、プロイセン王フリードリヒ1世がリンゲン上部伯領および下部伯領を相続した。彼は両伯領を、購入したテックレンブルク伯領と統合した。こうしてメッティンゲンはプロイセン領となり、1807年から1813年までフランス領となった短い中断をはさみ、その領土であり続けた。1755年にこの町は、プロイセン村落法の対象となった。

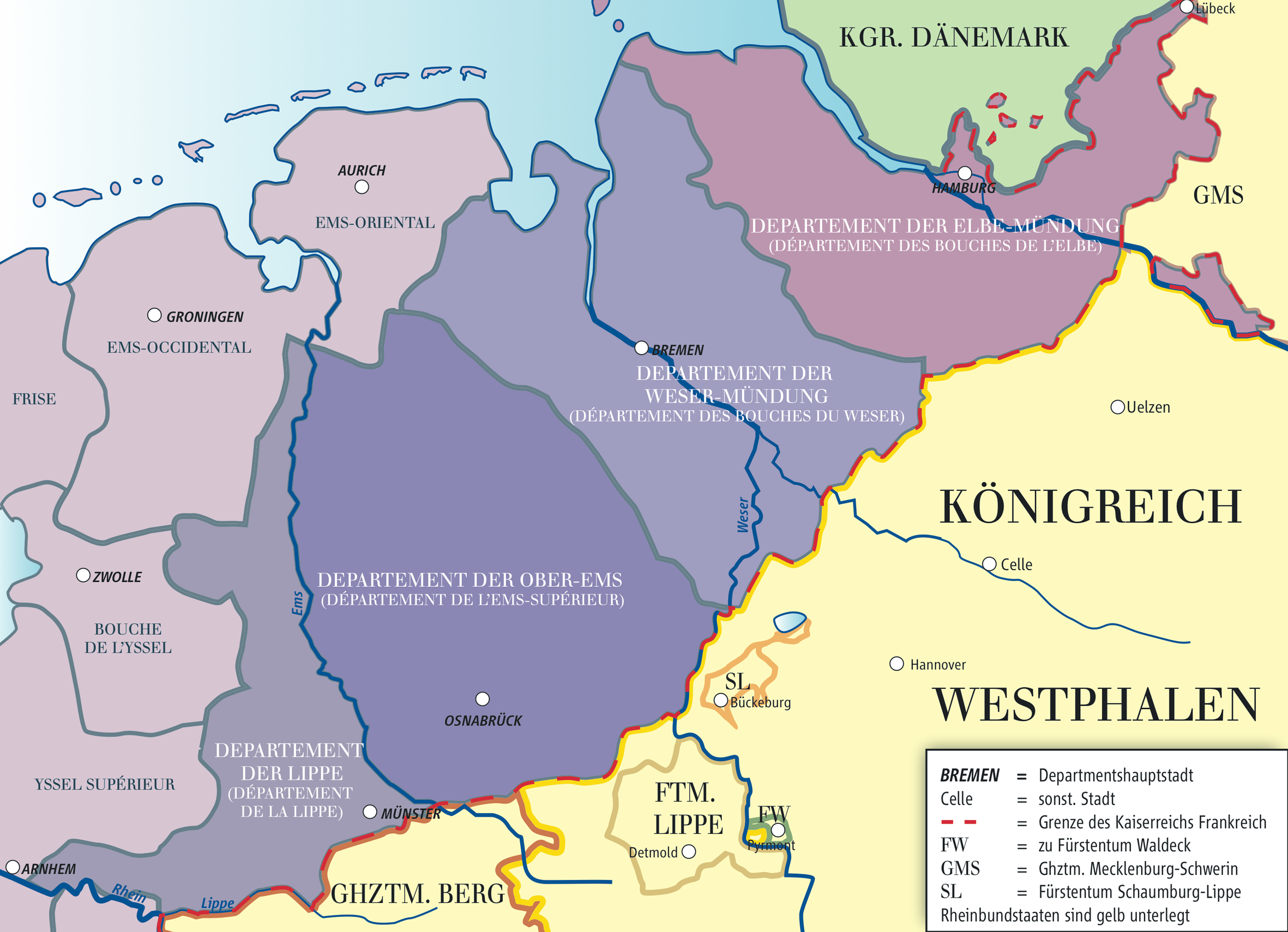
ハンザ県

リンゲン伯領は、1806年のイエナ・アウエルシュタットの戦い後ホラント王国によって占領され、ティルジットの和約によりナポレオン帝国に割譲された。メッティンゲンを含むテックレンブルク伯領とリンゲン伯領は、当初はフランス支配下のベルク大公国領となったが、1811年に新たな制度が敷かれた。上部伯領は3つのハンザ県の1つであるレムス＝シュペリュール県に組み込まれた。この県は1813年まで存続し、ナポレオンの敗退後に廃止された。テックレンブルクとリンゲン上部伯領は再びプロイセン王国のヴェストファーレン州に戻されたが、リンゲン下部伯領はハノーファー王国領となった。1816年にミュンスター県が分割され、メッティンゲンはテックレンブルク郡の一部となった。
メッティンゲンは、1974年の地域再編までテックレンブルク郡に属していた。1975年1月1日にメッティンゲンは、イベンビューレン＝ラントとヴェスターカペルンの一部（合計 1.29 km2、192人）を合わせて拡大され、新たに創設されたシュタインフルト郡に編入された。

## 住民

### 人口推移
メッティンゲンの人口は、第二次世界大戦後に故郷を逐われた人々が流入したことで大きく増加した。1975年1月1日のイベンビューレン＝ラントとヴェスターカペルンの合併は、この地域の人口がわずか192人であったことから、人口増加にはほとんど影響を及ぼさなかった。
2015年12月31日現在、この町には 607人の外国人住民がいた。これは全人口の 5.1 % にあたる。
| 年   | 人口（人） |
| ---- | ---------- |
| 1961 | 9,260      |
| 1970 | 10,026     |
| 1985 | 10,366     |
| 1987 | 10,206     |
| 1990 | 10,776     |
| 1995 | 11,783     |
| 2000 | 12,351     |
| 2005 | 12,354     |
| 2010 | 12,105     |
| 2015 | 11,815     |
| 2018 | 12,206     |

### 宗教
2018年12月31日現在、メッティンゲンの人口の 60.5 % と、多くの部分をカトリック信者が占めている。福音主義信者は、20.4 % である。
カトリックのメッティンゲン聖アガータ教区は、聖アガータ教区教会と聖マリア被昇天教会の2つの教会堂と、3つの子供集会所および2つの教区館を有しており、教区に属す様々な連合やグループの会議や交流の場として利用されている。さらに2館の一般公開されている教区図書館や、教会に属していない若者も利用可能な青年集会所「クライネ・オフェーネ・テューア（直訳: 小さな開いた扉）」を運営している。
メッティンゲン福音主義教会組織は、テックレンブルク福音主義教会クライスに属している。この組織は、メッティンゲン福音主義教会を教会堂として利用しているが、これはメッティンゲンで最も古い教会であるだけでなく、この町で最も古い建物である。この教会組織は福音主義のファミリーセンター「Arche Noah（ノアの箱舟）」の運営者である。ここには福音主義の幼稚園などが入居している。

## 行政

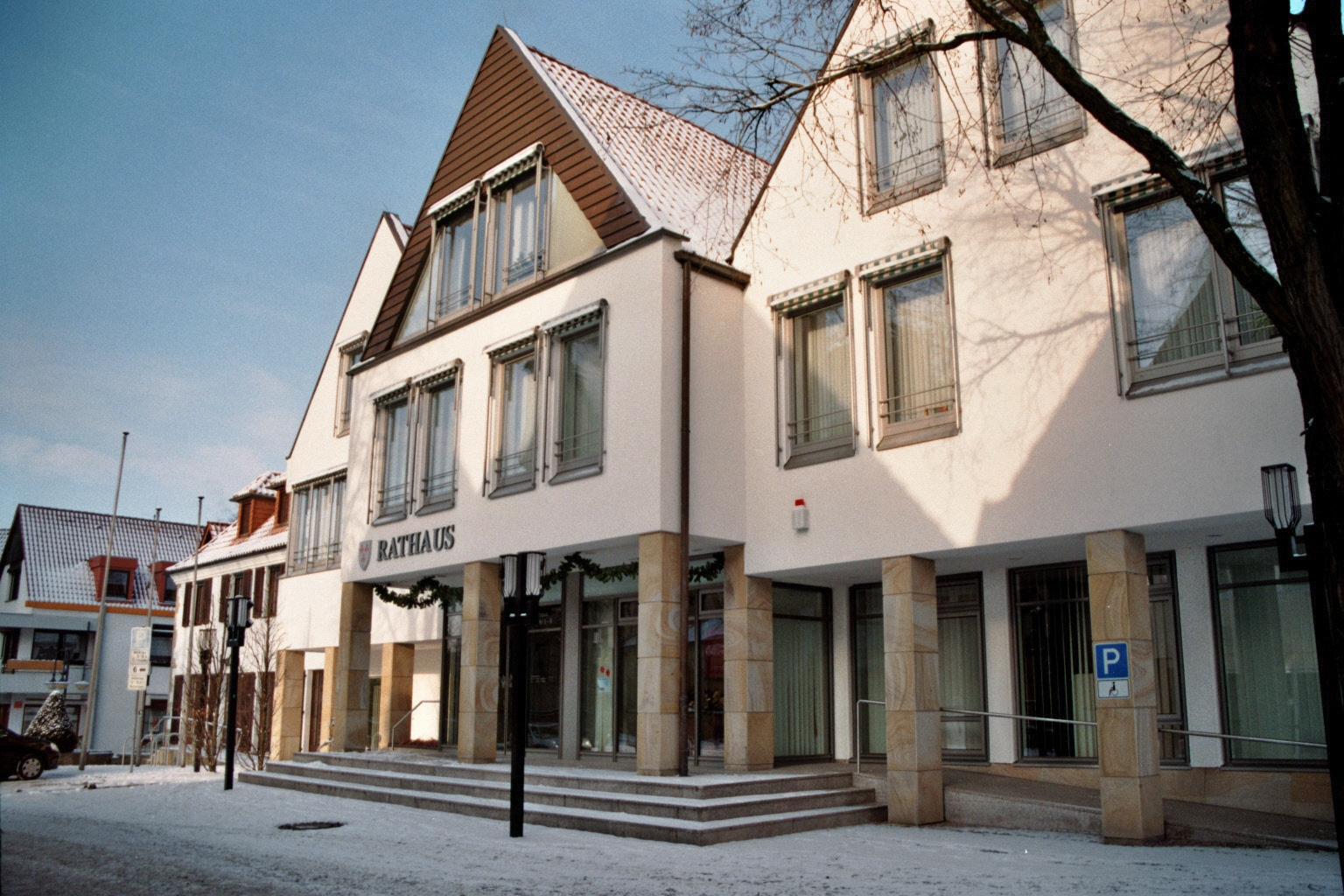
メッティンゲン町役場

### 町議会
メッティンゲンの町議会は、2014年5月25日の選挙以降 26人の議員で構成されている。これは人口8000人を超え、15,000人以下の自治体の定員よりも 6議席少ない。メッティンゲン町は、地方選挙法に盛り込まれた、議員数を2、4、または6人削減できるとする制度を利用している。町議会の26人の議員は、6年ごとに住民の選挙で選出される。
この他に、町長のクリスティーナ・レールマンが町議会において投票権を有している。

### 首長
2014年5月25日の町長選挙で、SPDのクリスティーナ・レールマンが 50.2 % の票を獲得して当選した。この選挙の投票率は 71.0 % であった。
第二次世界大戦後の首長を列記する。
- 1946年 - 1952年: フーベルト・オッテ
- 1958年 - 1964年: フーベルト・オッテ
- 1964年 - 1969年: ヨーゼフ・フォッケ (CDU)
- 1969年 - 1994年: ヨーゼフ・オッテ (CDU)
- 1994年 - 1999年: ヨハネス・ハックマン (CDU)
- 1999年 - 2014年: ヘルムート・ケリングハウス（無所属）
- 2014年 - : クリスティーナ・レールマン (SPD)

### 紋章
図柄: 銀地に3枚の赤いクローバーの葉
メッティンゲンの紋章は盾型で、3枚の柄がついたクローバーの葉が2:1に配置されている。この紋章の原型は1292年のゲルハルト・フォン・メッティンゲンの印章である。メッティンゲン家は12世紀から14世紀にメッティンゲン地域を治めていた。ゲルハルト・フォン・メッティンゲンは1231年からテックレンブルク家のミニステリアーレを務めた。元々の紋章の配色は不明であり、現在の紋章の配色はテックレンブルク伯家の紋章（銀地に赤いスイレンの葉）の色が採用された。この紋章は1938年に町の紋章として発表され、1938年10月26日にヴェストファーレン州長官の認可を受けた。

### 姉妹自治体
- ラールテ（オランダ語版、英語版）（オランダ、オーファーアイセル州）1978年から2009年まで

この姉妹自治体協定は、1978年8月25日に公式に締結され、2003年に共同で25周年を祝った。2003年11月1日に、オランダ側のラールテがハイノと合併した後も、新たな姉妹自治体協定が締結されると期待されたが、2009年2月26日にラールテの町議会は姉妹関係の終結を決定した。

## 文化と見所
メッティンゲンには見応えのある木組み建築および石造建築群がある。数多くのテュエッテン集落地域の特性を示している。
1989年に設立されたメッティンゲン文化協会 e.V. は、町内の様々な会場（町民センター、シュルテンホーフ、クンストシュパイヒャー、その他）で、展覧会、コンサート演劇上演、朗読会などの年間プログラムを作成している。
メッティンゲン文化フォーラムでは、2003年から2006年までメッティンガー・シュルテンホーフ後援会と共同でメッティンゲン文化協会の総合イベントが開催されていた。

### 博物館と展覧会

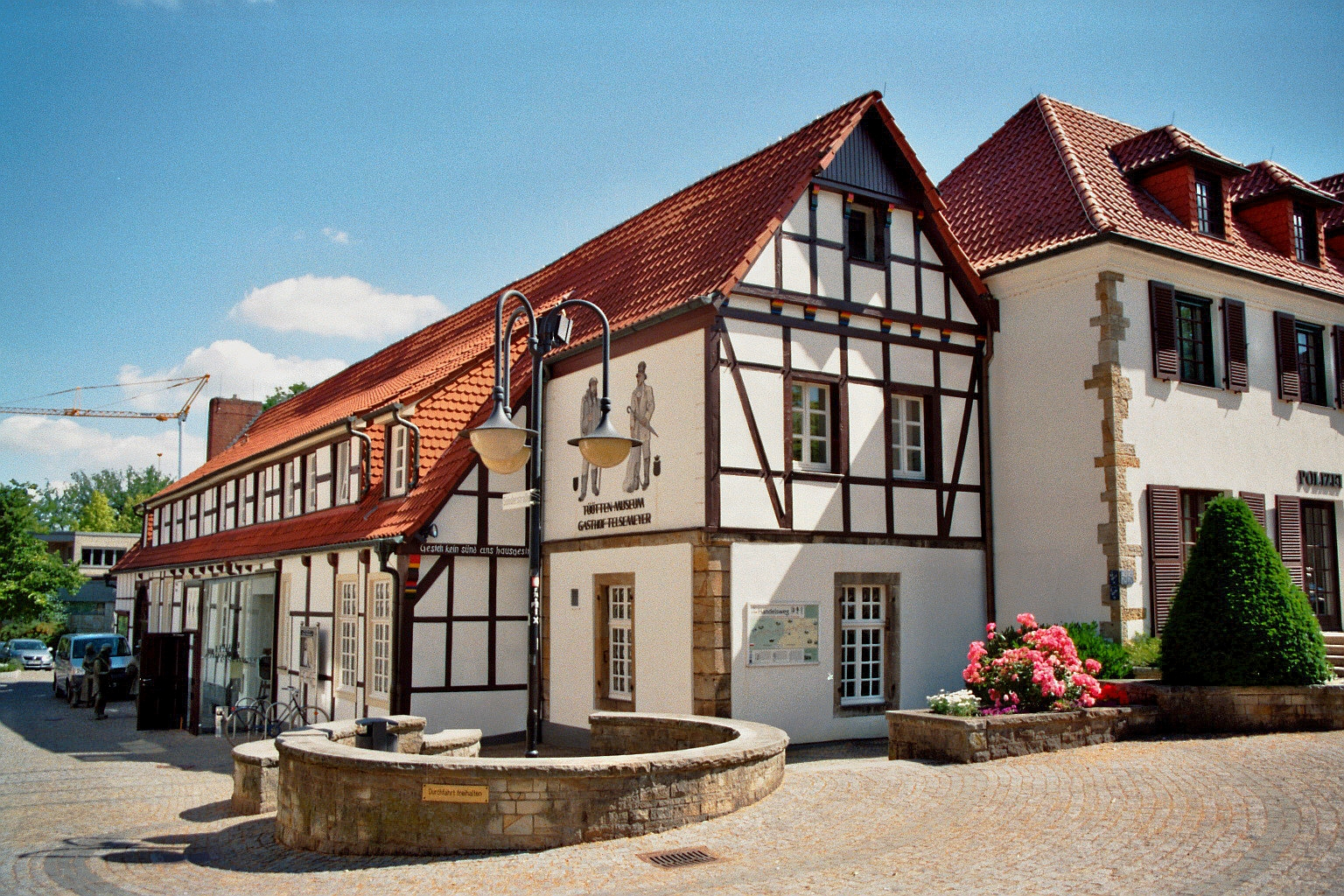
テルゼマイヤー館のテュエッテン博物館

旧ホテル・テルゼマイヤー、現在の市庁舎の中庭に、郷土協会が運営するテュエッテン博物館が入居している。この博物館は3つの木組み建築からなっており、家具、日用品、古い習俗の道具の広範なコレクションを見学することができる。この博物館は、テュエッテンの記憶を活き活きとしたものにしたいと考えている。
シュルテンホーフの建物内に学校博物館が設けられている。パウル＝ゲルハルト＝シューレの元教師であるホルスト・ミヒャエリスが主導したこの博物館は、この町の古い村の学校や農村部の学校を思い起こさせる。古い教科書を中心とした数多くの展示品の他、教育学、指導方法、かつての小さな学校の一日が、短い文章で説明されている。
同じシュルテンホーフ内にメッティンゲン郵便博物館が入居している。ここには世界最初の切手のような貴重な品だけでなく、元郵便職員で博物館創設者クレメンス・ベッケマイヤーが何十年もの間に収集した地域や全国の郵便の歴史を示す数多くの切手や物品が展示されている。郵便はがきの他に、1903年の最初の卓上電話の例など数多くの電話機も展示されている。膨大な文書コレクションによって、この地域の郵便の全歴史のほとんどを追体験することができる。
2000年にドライフレッセン・コレクションが設立された。この名称はテュエッテン商人の言葉（Drai = 3、Flessen = アマ / リンネル）である。この博物館は、メッティンゲン出身の企業家家族ブレニンクマイヤーが私的に主導しており、企業および家族の歴史を収集、保護、編纂に用いられている。
- テュエッテン博物館の展示
- 学校博物館
- メッティンゲン郵便博物館

### 見所と建造物

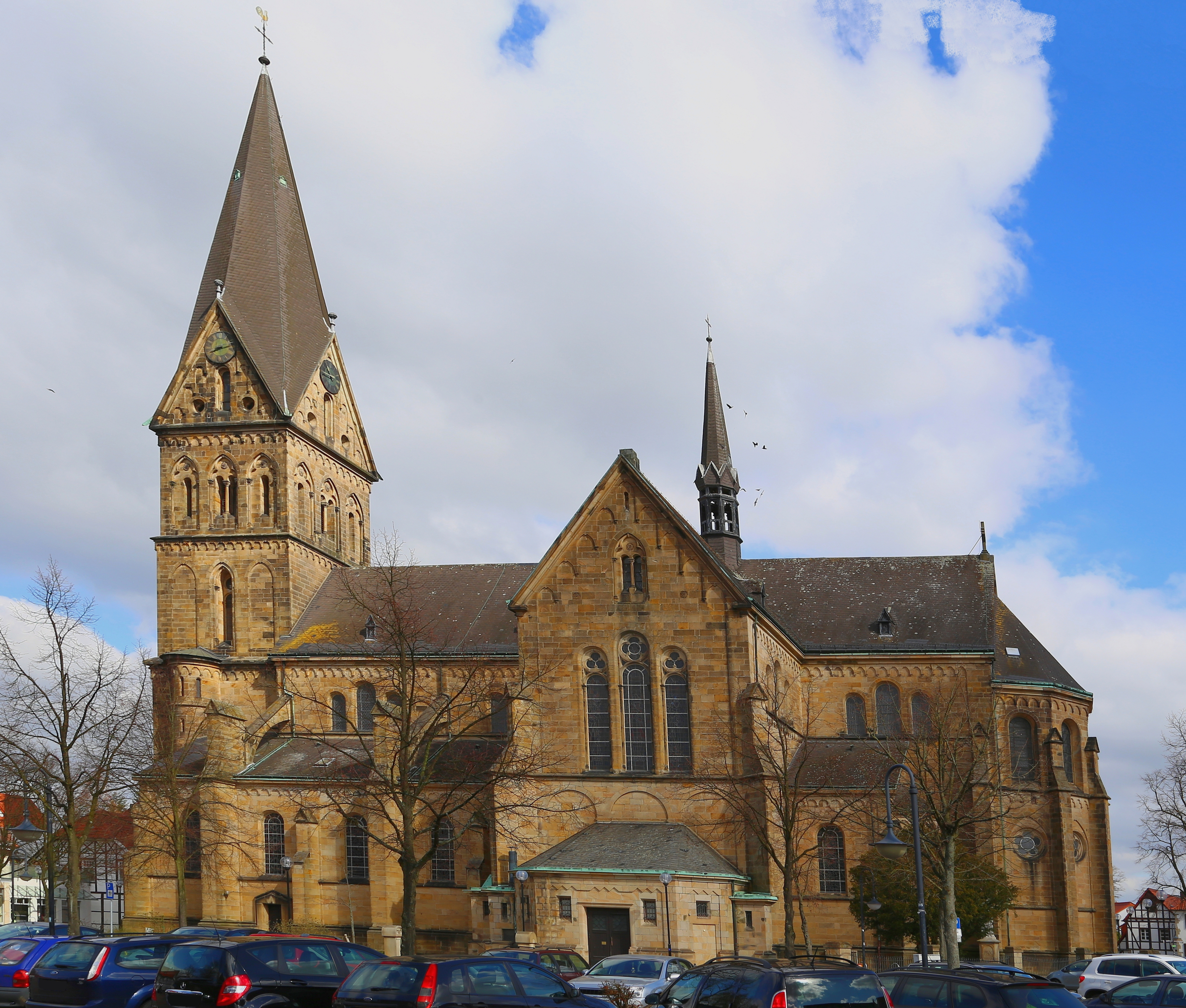
聖アガータ教会

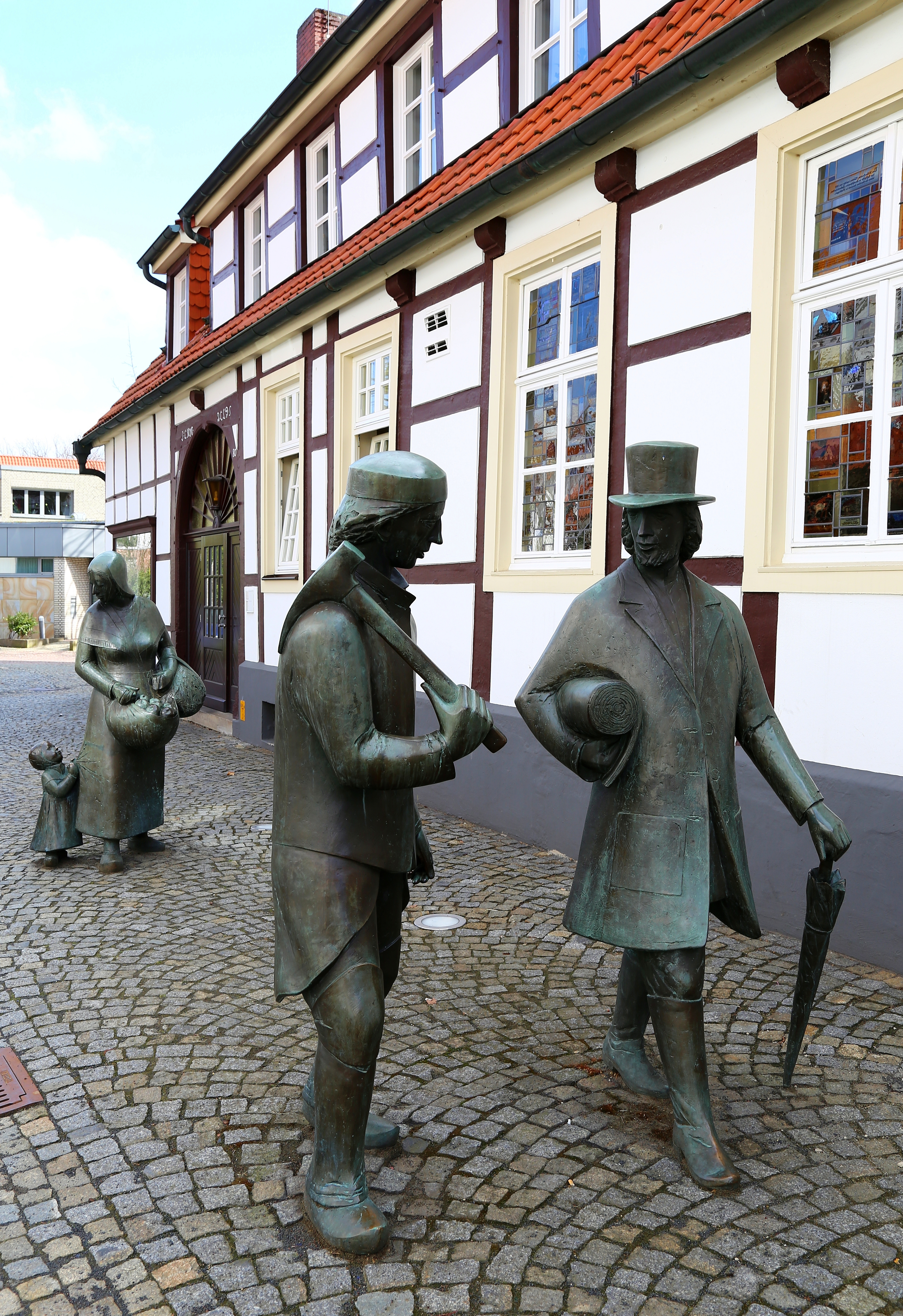
坑夫、テュエッテ、子供を連れた農婦の群像

メッティンゲンの象徴的建造物は、カトリックのメッティンゲン聖アガータ教区の聖アガータ教会である。このネオゴシック様式の、袖廊を持つ三廊式バシリカは、その高さ 75 m の塔を周辺の至る所から見ることができる。聖アガータに捧げられたこの教区教会は、1891年から1894年にヴィルヘルム・リンクラーケによって建設された。
メッティンゲン福音主義教会はメッティンゲンで最も古い建物で、この場所に建つ3代目の教会である。長堂は三角形のクワイヤを持つ後期ゴシック様式のザールキルヒェで、1450年から1500年までの間のいずれかの時期に建設された。教会塔の下部は、おそらく、初代教会のもので、12世紀の建造である。元々はカトリックの教会として用いられていたが、1602年から、そして最終的には1674年からは、福音主義教会組織の礼拝施設として用いられている。
メッティンゲンのシュリッケルデ地区にある聖マリア被昇天教会もカトリックのメッティンゲン聖アガータ教区に属す。この教会は1950年から1954年に建設され、2000年から2002年に大規模な修復が行われた。教会内には300席が用意されている。守護聖人はイエスの母マリアである。
メッティンゲンのマルクト広場、聖アガータ教区教会の北入口前に保護文化財に指定されたミヒャエルの泉がある。大天使ミカエルの立像をもつ1902年に完成したこの泉は、メッティンゲンの歴史上重要な2つの年号を記念しており、1864年（第二次シュレースヴィヒ＝ホルシュタイン戦争）と1870年/71年（普仏戦争）のドイツ統一#ドイツ統一戦争で亡くなったメッティンゲン住民の名前を記した戦争記念碑でもある。
テルゼマイヤー邸の前に、坑夫、テュエッテ（行商人）、子供を連れた農婦の群像がある。エムスデッテンの芸術家アンネ・ダウベンスペック＝フォッケによって1988年に制作されたこの等身大のブロンズ像は、この町の歴史に後代まで残る影響を及ぼした3つの職業を象徴している。
- メッティンゲン福音主義教会
- シュリッケルデ地区の聖マリア被昇天教会
- ミヒャエルの泉

### 自然文化財
この町の唯一の自然文化財が、「ゲオルクスアイヒェ」と呼ばれる、樹齢数百年のヨーロッパナラの木である。レッカー通りとシュヴァルツェ通りの角にあるこの木は、1990年に自然文化財に指定され、歴史的なゲオルクスホーフを覆っている。
この他に、メッティンゲンには数多くの見事なムラサキブナがある。その最も古いものは、ズンダー通り沿いの当時のテュエッテンハウス・フォス（現在は診療所）裏に、おそらく1792年に植えられたものである。さらに、立派なヨーロッパイチイの生け垣も村の光景を形作っている。

### スポーツ

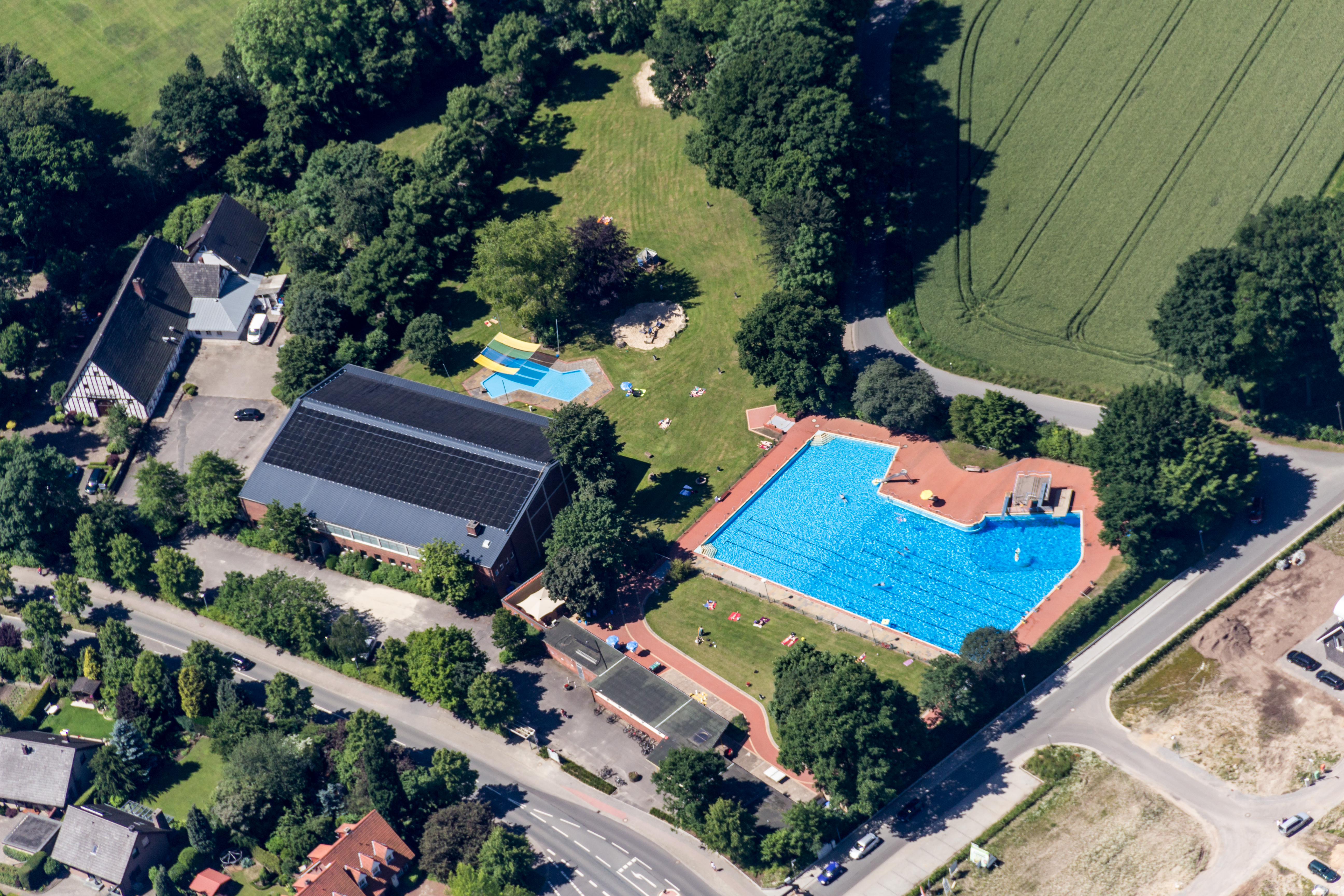
メッティンゲン屋外プール

メッティンゲンのスポーツクラブは、シュタインフルト郡スポーツ連盟 e.V. に組織化されている。
メッティンゲン最大のスポーツクラブが VfL アイントラハト・メッティンゲンである。このクラブは1921年に創設され、サッカー、ハンドボール、バドミントン部門を有している。
1930年に設立された体操クラブ TV メッティンゲン は約1，250人の会員を擁しており、レジャースポーツ、健康スポーツ、体操、柔道、ダンス、陸上競技の部門がある。このクラブに所属したアニカ・ズーテは、やり投げ競技のドイツ女子ジュニアで何度も優勝し、女子ジュニア・ヨーロッパ優勝、女子ジュニア世界準優勝を1度経験した。
1962年に設立された卓球クラブ TTV メッティンゲンは、全部で156人の会員を擁しており、男子、女子、ジュニアに分かれて、10チームを有している。このクラブは毎年5月に4日間にわたって国際シュパルカッセントーナメントを開催している。この大会は平均1,000人以上が参加する、ドイツ最大級のトーナメントの一つである。TTV メッティンゲンの男子第1チームは、2018/2019年シーズンには、ランデスリーガに参加している。
クンストトゥルンシューレ・メッティンゲン 2000 e.V. はジュニアおよび女子のための体操競技や器械体操の古典的なフォームに専心している。
この他のスポーツクラブとしては、ボーゲンシュポルトゲマインシャフト・メッティンゲン e.V.（アーチェリー）、バロンシュポルトクラブ・トイト e.V.（気球）、テニスクラブ TSC ロート＝ヴァイス・メッティンゲン e.V.、ライトフェライン・メッティンゲン（乗馬）、多くの射撃クラブがある。

### 年中行事
メッティンゲンでは毎年4月の最終週末に小規模な春のキルメス（教会祭）が、8月の最終週末に大規模な秋のキルメスが、聖アガータ教会周辺のマルクト広場で開催される。第1アドヴェントの週末前の木曜日から第1アドヴェントの日曜日まで同じ場所でクリスマスマーケットが開催される。12月8日から翌年の1月6日まで、町の中心部のメッティンガー・クリッペンヴェーク沿いにクリスマスクリッペンが設けられる。この他に、春には農家と花のマーケット、秋にはエラッペル祭が開催される。

### 名物料理・食材

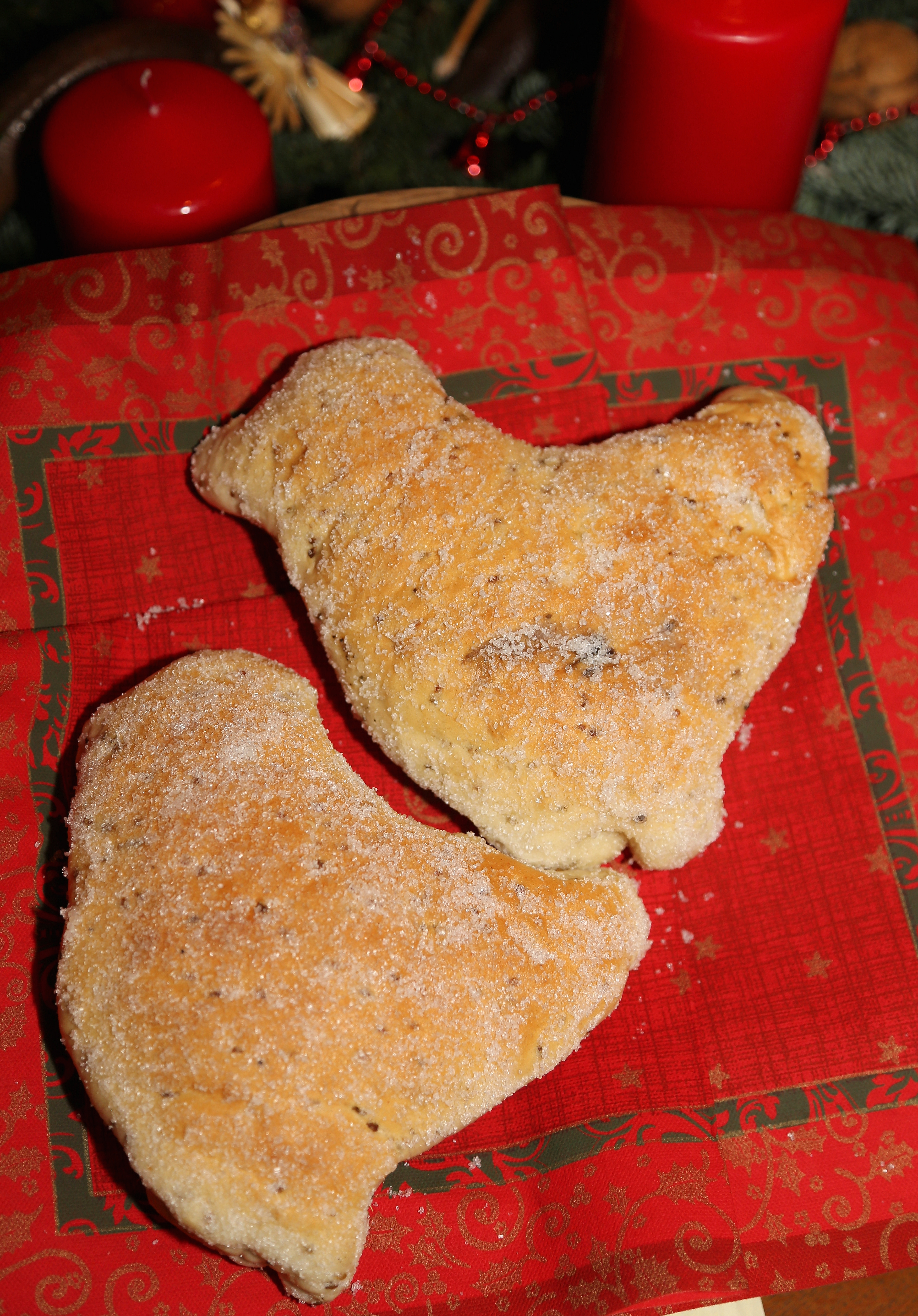
クラウスヘーンヒェン

テュエッテンの伝統を背景に、メッティンゲンは特にプンパーニッケル、ジャガイモのパンケーキ、ランゲマイヤー蒸留所のトウモロコシの蒸留酒で知られている。クリスマス前のシーズンには、「クラウスヘーンヒェン」と呼ばれる、アニスを入れたヘーフェタイク（発酵生地）をニワトリの形に焼き上げ、砂糖をまぶした焼き菓子が食される。ジャガイモの収穫期には、「グミシュトゥーテン」または「エラッペルシュトゥーテン」と呼ばれる、柔らかくて少し甘い白パンが食される。

## 経済と社会資本

### 交通

#### 道路交通
メッティンゲンは、州道 L599号線を経由してオスナブリュック近郊で連邦アウトバーン A1号線に、州道 L796号線経由でオランダ国境からバート・エーンハウゼンに至るアウトバーン A30号線にオストヴェストファーレン＝リッペで接続する。

#### 公共旅客交通
定期バス路線がメッティンゲンとオスナブリュック、レッケ、イベンビューレンを結んでいる。バス交通は、ミュンスターラント地方交通によって運営されている。

#### 鉄道交通

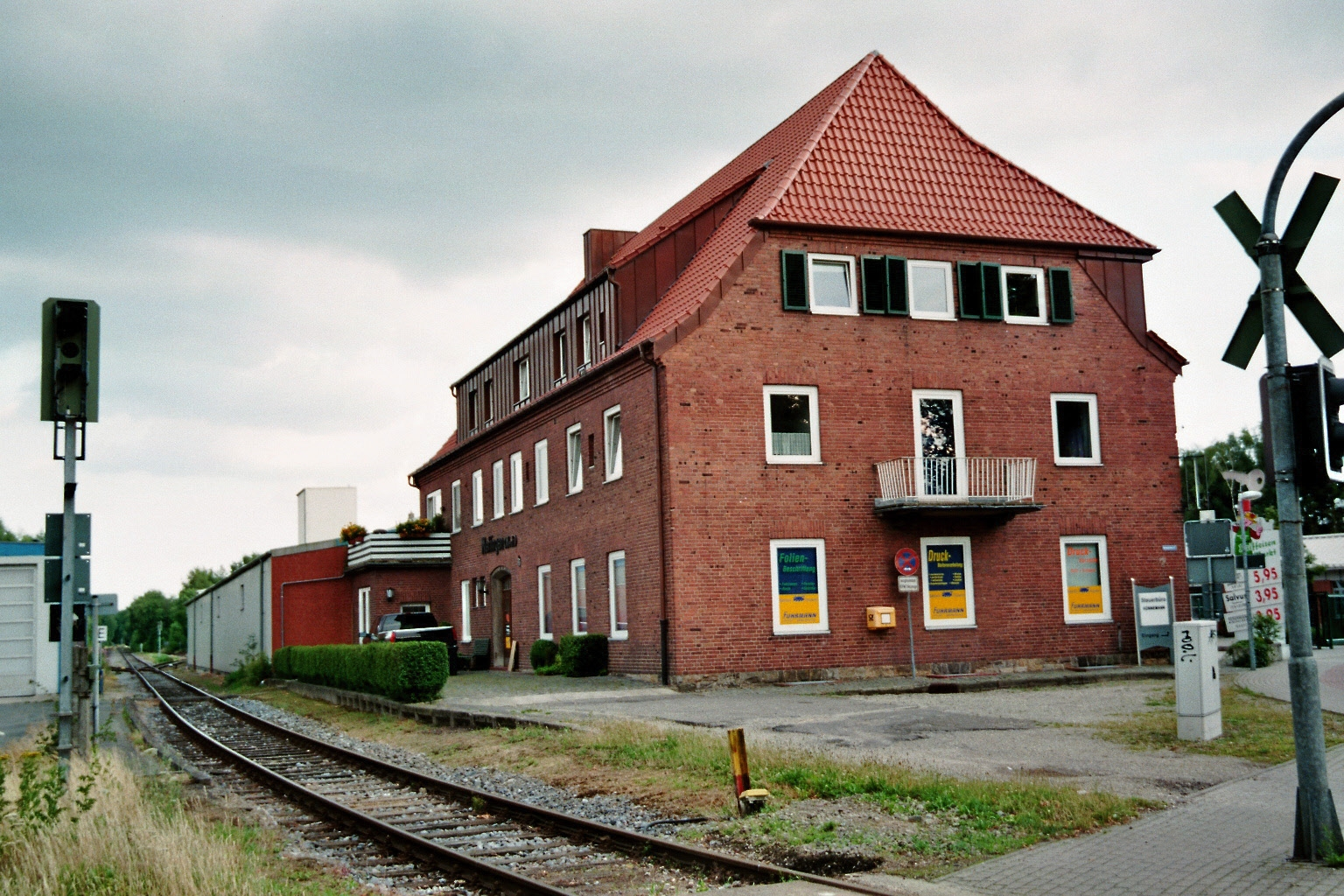
旧メッティンゲン駅

メッティンゲンの駅は、オスナブリュック中央駅からヴェスターカペルン、メッティンゲン、レッケを経由してライネに至るテックレンブルガー北鉄道の駅である。現在この路線はもっぱら貨物列車に、ときおり保存鉄道に利用されている。この路線の旅客運行を復活させようという議論がなされている。近郊交通計画 SPNV ヴェストファーレン＝リッペは、良好な経済状況を考慮し、オスナブリュックからレッケまで、30分間隔のレギオナルバーンとして運行再開を目指している。この計画では、以前から設けられているメッティンゲン駅が停車駅となり、さらにメッティンゲン＝シュリッケルデが臨時停車駅として計画されている。

#### 船舶交通
レンデ・メッティンゲンには、長さ 90 m の埠頭施設、2基のガントリークレーン、屋外・屋内貯蔵所を備えた小さな港がある。

### キャンプ場
メッティンゲンの外れに、レストランやプールを備えたキャンプ場「ツーア・シェーネン・アウスジヒト」がある。短期滞在者のために 55区画、長期滞在者のために 45区画がある。2016年6月4日、このキャンプ場は 50周年を迎えた。

### 通勤
メッティンゲンは典型的な通勤者の町で、この町から職場へ通う人は、この町の職場へ通う人よりもかなり多い。2017年のこの町からの通勤者は 4,409人、この町への通勤者は 3,234人であった。メッティンゲン住民の重要な職場は、イベンビューレン、オスナブリュック、レッケである。町外からの通勤者の他に、2,283人のメッティンゲン住民が町内で就労している。イベンビューレン鉱山の閉鎖に伴う人員整理は、就労者数の減少に結びついていないが、今後の観察では明らかになるであろう。

#### モーダル・スプリット
モーダル・スプリットとは、旅客交通における輸送手段の選択の割合（シェア）を表すものである。メッティンゲン、レッケ、ホプステンは似たような構造であるため、併せて集計されている。以下の表はその結果を示している。
| 交通手段 | 徒歩 | 自転車 | 公共交通機関 | 自家用車 | 年   |
| -------- | ---- | ------ | ------------ | -------- | ---- |
| 比率     | 8 %  | 23 %   | 4 %          | 64 %     | 2011 |

### 地元企業
メッティンゲンは、C.ランゲマイヤー蒸留所の発祥の地である。C. & A. ブレニンクマイヤーの社史はメッティンゲンから始まる。さらにメッティンゲンは、コッペンラート & ヴィーゼの創始者の一人であるヨーゼフ・ヴィーゼの故郷である。約1,400人が働くこの菓子店の製造工場は、現在もメッティンゲンにある。

### 鉱業
- イベンビューレン鉱山
- イベンビューレン近郊での採鉱

### メディア
メッティンゲンは、多くの地方日刊紙の販売地域に位置している。その中で、「イベンビューレナー・フォルクスツァイトゥング」だけが、独自に編集されたメッティンゲン向けローカル面を有している。メッティンゲンに関するニュースは「ノイエ・オスナブリュッカー・ツァイトゥング」の西部地方版（ロッテ、イベンビューレン、ヴェスターカペルン、テックレンブルク）や、「ヴェストフェリシェ・ナハリヒテン」の地方紙である「ヴェスターカペルナー・ツァイトング」/「テックランブルガー・クライスブラット」でも報道される。2014年の初めに廃刊されるまで、日曜紙として「オスナブリュッカー・ゾンタークスツァイトゥング」が刊行されていた。週刊のフリーコマーシャルペーパーとして「WIR in....、イベンビューレナー・アンツァイガー」と「ウンザー・ヴォーヒェンエンデ」が配布されている。この他に、地元商店会が、2010年から2ヶ月に1度の間隔で定期的にコマーシャルマガジン「マルクトプラッツ・メッティンゲン」を刊行している。地方のインターネットテレビとして「mazzTV」がこの町のニュースをインターネットで定期的に放送している。この他にクラブや2つの教会が刊行する一連の定期刊行物が存在する。

### 教育
- 基礎課程学校
  - ルドゲリ＝シューレ
  - マリエン＝シューレ
  - パルル＝ゲルハルト＝シューレ
- 上級の学校
  - ヨーゼフ＝シューレ（本課程学校）

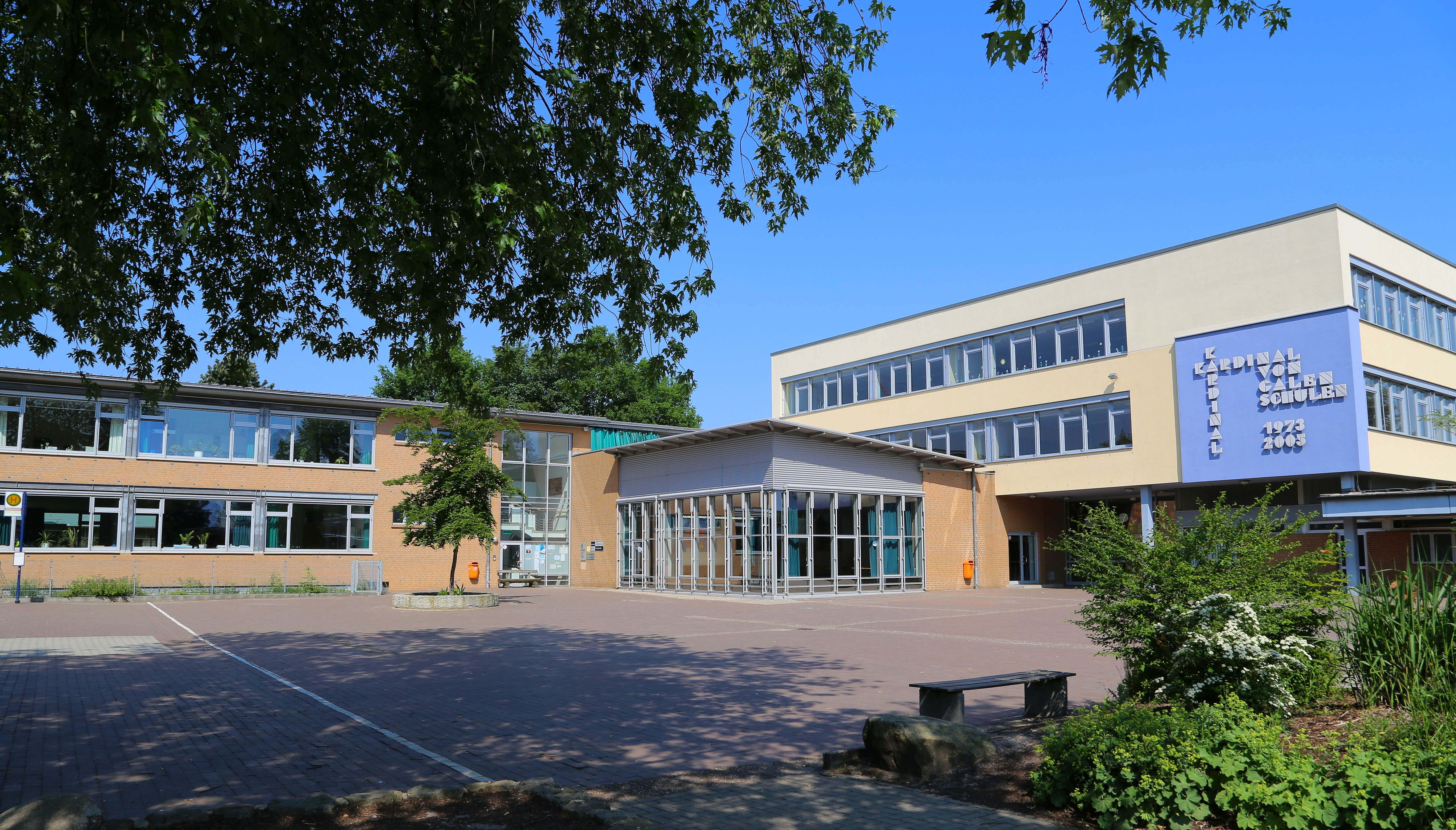
カルディナル＝フォン＝ガーレン＝シューレ

  - カルディナル＝フォン＝ガーレン＝シューレ（学友会が運営する実科学校およびギムナジウム）: このギムナジウムは、バイリンガル課程を設けている。この課程では第5学年と第6学年は、一般クラスよりも週2時間英語の授業が多く、第7学年から10学年には地理、歴史、政治学の専門授業を英語で行う。このギムナジウムは2005年から「オイローパシューレ」、2009年から「人種主義を排した学校 - 勇気の学校」となっている[34]。
- 養護学校
  - エルンスト＝クレー＝シューレ、LWL-養護学校、養護の重点は身体・運動機能の発展にある[35]。
  - バルバラシューレ、学習に重点を置いた養護学校
- その他の教育機関
  - コメニウス＝クレーク: フランシスコ会が運営する継続教育補習高等専門学校

## 人物

### 出身者
- アニカ・ズーテ（1985年 - ）やり投選手。2004年アテネオリンピックに出場した。

## 関連図書
- Ludger Etgeton, Josef Tombrink, Karl-Heinz Käller und Joachim Tombrink: Mettingen. Menschen – Häuser – Straßen. Ibbenbürener Vereinsdruckerei, Ibbenbüren 1993, ISBN 3-921290-70-8.
- Karl-Heinz Käller: Mettingen – wie hast du dich verändert. Eine Zeitreise in Bildern. Ibbenbürener Vereinsdruckerei, Ibbenbüren 2002, ISBN 3-932959-26-4.
- Anton Kollner: Herzliche Grüße aus Mettingen – (k)ein Dorf wie jedes andere. Ibbenbürener Vereinsdruckerei, Ibbenbüren 1988, ISBN 3-921290-31-7.
- Bernhard Nonte, et al.: Tüötten-Museum Mettingen. Ein Museum im Museum. Museumsführer, herausgegeben vom Heimatverein Mettingen. Ibbenbürener Vereinsdruckerei, Ibbenbüren 2002, ISBN 3-932959-25-6.
- Frank von Hagel; Martin Joseph: Die Flurnamen der Gemeinde Mettingen: Atlas und Namenregister. Osnabrück 1999, ISBN 3-9805661-3-7.
- Hubert Rickelmann: Mettingen im Wandel der Zeiten. (Zweite verbesserte Auflage). Schöningh, Paderborn 1978, ISBN 3-506-77222-8.
- Hubert Rickelmann: Die Tüötten in ihrem Handel und Wandel und die Wolle- und Leinenerzeugung im Tecklenburger Land. (Zweite unveränderte Auflage). Schöningh, Paderborn 1976, ISBN 3-506-77221-X.
- Bettina Weiguny: Die geheimnisvollen Herrn von C&A (Der Aufstieg der Brenninkmeyers). Eichborn-Verlag, ISBN 3-8218-5600-9.
- Thomas Papenbrock: Freiwillige Feuerwehr Mettingen 1905–2005. Geschichte des Löschwesens in Mettingen. Eigenverlag, Mettingen.
- Christa Parusel: Am Wege. Prozessionshäuschen, Kreuze und Bildstöcke in der Gemeinde Mettingen. Eigenverlag, Mettingen.

## 訳注
1. ↑  Tüötten または Tödden は、主にヴェストファーレンからの季節行商人で、冬に作成したリネンを夏にオランダはじめヨーロッパ各地で売り歩いた。